# カギソ・ラバダ
カギソ・ラバダ（英: Kagiso Rabada、1995年5月25日 - ）は、南アフリカ共和国・ヨハネスブルグ出身のプロクリケット選手。南アフリカ共和国代表。ポジションはボウラー。

## 概要
2010年代を代表するクリケット選手の一人。クリケットのバイブルとして知られるウィズデン・クリケッターズ・アルマナックによって、2010年代のテスト・クリケット方式のワールドイレブンに選出された。